# غلوريا ميلاند
غلوريا ميلاند (بالإيطالية: Maria Fiè)‏ هي ممثلة إيطالية، ولدت في 11 أكتوبر 1940 بكالياري في إيطاليا.

## وصلات خارجية
- غلوريا ميلاند على موقع IMDb (الإنجليزية)
- غلوريا ميلاند على موقع ألو سيني (الفرنسية)
- غلوريا ميلاند على موقع أول موفي (الإنجليزية)
- غلوريا ميلاند على موقع قاعدة بيانات الفيلم (الإنجليزية)